# Tuberkulose der Rinder

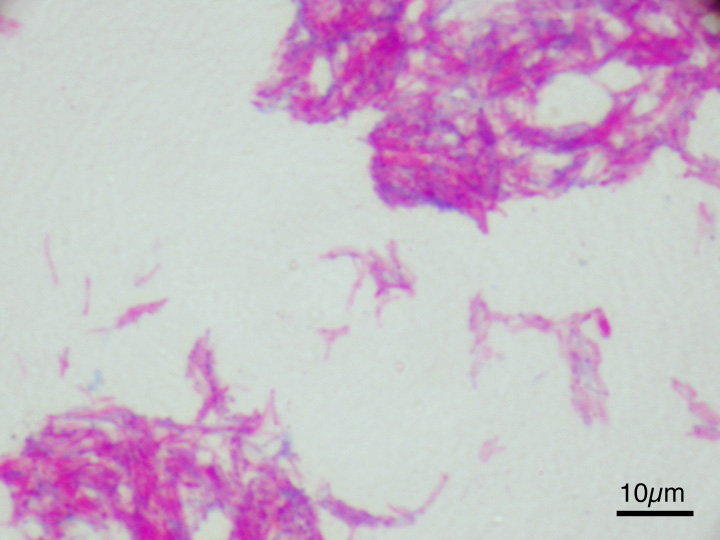
Mycobacterium bovis, der Erreger der Rindertuberkulose

Die Tuberkulose der Rinder oder Rindertuberkulose (veraltet auch Perlsucht) ist eine durch Mycobacterium bovis hervorgerufene Infektionskrankheit bei Rindern. Sie ist auf den Menschen übertragbar und damit eine Zoonose; in der Praxis erfolgt die Infektion des Menschen meist durch den Konsum von Rohmilch aus infizierten Rinderbeständen.
Gegenüber Mycobacterium tuberculosis, dem Haupterreger der Tuberkulose des Menschen, sind Rinder ebenfalls empfänglich, solche Infektionen kommen allerdings sehr selten vor. Die Tuberkulose der Rinder manifestiert sich vor allem in der Lunge, bei Kälbern im Rachen und Darm. Sie ist in Deutschland eine anzeigepflichtige Tierseuche und die Bekämpfung gesetzlich geregelt. Es besteht ein Heilungs- und Impfverbot. Auch in Österreich besteht Anzeigepflicht. Durch die Bekämpfungsmaßnahmen ist die Erkrankung in Europa mittlerweile sehr selten.

## Erreger und Krankheitsentstehung

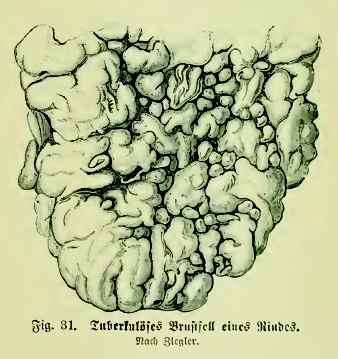
Tuberkulöses Brustfell eines Rindes

Der Erreger der Tuberkulose der Rinder ist Mycobacterium bovis. Andere Mycobakterien können Rinder zwar infizieren, führen aber meist nicht zu Erkrankungen.
Die Ansteckung erfolgt durch eine Tröpfcheninfektion oder Aufnahme von kontaminiertem Trinkwasser oder Futter. Hauptquelle für Neuerkrankungen bei Rindern sind heute in Westeuropa und Nordamerika vor allem ältere Menschen, die noch mit M. bovis infiziert sind, oder Zootiere, bei denen der Erreger ebenfalls noch häufig vorkommt. Im Vereinigten Königreich und Neuseeland spielen auch Ansteckungen durch Wildtiere wie Dachse und Fuchskusus eine größere Rolle.
Die Tuberkulose der Rinder verläuft typischerweise in vier Stadien:
- Im ersten Stadium entwickelt sich an der Eintrittspforte und im regionären Lymphknoten eine Entzündung, der sogenannte Primärkomplex. Bei Tieren mit einem starken Immunsystem kann die Erkrankung hier bereits enden oder sich zumindest eine längere relative Immunität einstellen. In diesem Stadium besteht eine erhöhte Reaktion gegenüber Mykobakterien, was früher in routinemäßigen Tuberkulin-Tests diagnostisch ausgenutzt wurde.
- Im zweiten (subprimären) Stadium kommt es bei einer verminderten Abwehr zu einer Erregerverbreitung über das Blut (Bakteriämie) und zur Besiedlung innerer Organe. Die führt zur Entstehung kleiner Knötchen, die entweder massiv (akute Miliartuberkulose) erfolgen kann oder auf einzelne Herde beschränkt sein kann. Im zweiten Stadium ist ebenfalls eine klinische Abheilung möglich.
- Das dritte Stadium (postprimäre Tuberkulose) entsteht durch endogene Reaktivierung oder Superinfektion und führt zur isolierten chronischen Organtuberkulose. Die Ausbreitung erfolgt vor allem entlang anatomischer Strukturen wie den Bronchien. Die Lymphknoten sind in diesem Stadium nicht verändert.
- Das vierte Stadium (Anergie oder Niederbruchsphase) ist durch ein Übergreifen auf viele Organe (Spätgeneralisation) mit Beteiligung der Lymphknoten gekennzeichnet.

## Klinisches Bild und Diagnostik
Das klinische Bild der Tuberkulose der Rinder ist außerordentlich variabel und hängt auch von den betroffenen Organen ab. Bei Kälbern sind vor allem der Rachen und Darm betroffen und es treten kaum klinische Erscheinungen auf. Bei erwachsenen Rindern ist meist die Lunge betroffen. Die klinischen Symptome sind unspezifisch und bestehen in Leistungsrückgang, Abmagerung, Fieberschüben und mattem Husten.
Klinisch ist die Diagnose nicht zu stellen. Durch Abschaffung der regelmäßigen Tuberkulin-Tests wird die Erkrankung also allenfalls bei der Schlachtung im Rahmen der gesetzlich vorgeschriebenen Fleischbeschau erkannt.

## Bekämpfung
Die Bekämpfung ist in Deutschland durch die Verordnung zum Schutz gegen die Tuberkulose des Rindes (Tuberkulose-Verordnung) geregelt. Jegliche Behandlung und Impfungen sind verboten, um zu verhindern, dass zwar infizierte, aber nicht erkrankende Tiere die Seuche unerkannt weiter verbreiten. Gemäß der Verordnung über anzeigepflichtige Tierseuchen (TierSeuchAnzV) besteht in Deutschland Anzeigepflicht für die durch Mycobacterium bovis und Mycobacterium caprae hervorgerufene Tuberkulose des Rindes. Auch in Österreich herrscht Anzeigepflicht, in der Schweiz gehört die Erkrankung zu den „auszurottenden Seuchen“ (Tierseuchen der Gruppe 2).
Durch die Pasteurisierung der Milch wird der Erreger abgetötet, so dass eine Infektion des Menschen auf diesem Weg nicht mehr möglich ist.
Auf den Britischen Inseln gelten Dachse als Hauptüberträger der Rindertuberkulose. Zwischen den Jahren 1986 und 2009 kam es zu einem deutlichen Anstieg der Fälle von Rindertuberkulose vor allem im Westen Englands und in Süd-Wales. In England wurde deswegen im Juni 2013 ein Programm begonnen, mit dem die Dachspopulation durch gezielte Bejagung reduziert werden soll, was auf Proteste von Tierschützern stieß. In Wales wird versucht Dachse zu impfen während Schottland als frei von Rindertuberkulose gilt.
Siehe auch: Notschlachtungen in Neuseeland 2017/18

## Geschichte

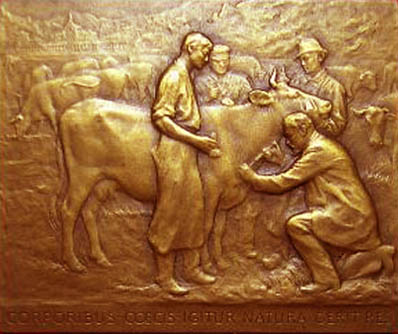
Darstellung einer Impfung gegen Rindertuberkulose durch Saturnin Arloing

Kennzeichnung eines tuberkulosefreien Rinderbestandes

Die Tuberkulose der Rinder ist eine lange bekannte Erkrankung. Die erste Darstellung findet sich bei Columella aus dem Jahr 40 n. Chr. Trotz des häufigen Vorkommens wurde sie nicht mit der Tbc des Menschen in Verbindung gebracht, sondern als „Perlsucht“ eher der Syphilis zugeordnet. 1797 vermutete der Braunschweiger Arzt Klencke einen Zusammenhang zwischen dem Verzehr von Kuhmilch und der Tuberkulose des Menschen. Die Parallelen zwischen Perlkrankheit und der Schwindsucht und damit die Zuordnung zu den Tuberkulosen erfolgte erst in der Mitte des 19. Jahrhunderts. Der berühmte Pathologe Rudolf Virchow hielt die Tbc-Herde bei Rindern für Sarkome.
1868 wies Villemin nach, dass die Tuberkulose der Rinder eine vom Rind auf den Menschen und umgekehrt übertragbare Infektionskrankheit ist. Mit der Entdeckung der Mykobakterien konnte Robert Koch diese Entdeckung auch ätiologisch untermauern. Koch war allerdings noch lange der Ansicht, dass die Rindertuberkulose nicht auf den Menschen übertragbar sei, da es sich beim Erreger nicht um den menschlichen Tuberkuloseerreger Mycobacterium tuberculosis handelt. 1906 wies Emil von Behring darauf hin, dass sowohl die Kuhmilch als auch die Butter „viel zur Tuberkuloseverbreitung“ beitrage, wenn die Milch von tuberkulösen Rindern stammte. Durch die experimentellen Arbeiten des französischen Mikrobiologen Saturnin Arloing wurde bis 1908 der zoonotische Charakter der Rindertuberkulose eindeutig bewiesen. Arloing hatte schon 1872 ein Importverbot für tuberkulöse Rinder nach Frankreich erreicht und ein staatliches Bekämpfungsprogramm der Krankheit begonnen.
Die Tuberkulose der Rinder war bis zur Mitte des 20. Jahrhunderts eine sehr häufige Infektionskrankheit und stellte auch für den Menschen eine ernsthafte Infektionsbedrohung dar. Eine Untersuchung an einer halben Million Rindern im Jahre 1936 ergab in Deutschland eine Morbidität von 31,3 %, wobei fast zwei Drittel der Bestände betroffen waren.
1952 wurde in der BRD ein freiwilliges Bekämpfungsverfahren mit Tuberkulin-Tests und Prämien für Milch tuberkulosefreier Bestände gestartet. 1955 startete ein ähnliches Programm in der Deutschen Demokratischen Republik, das 1959 in ein Pflichtverfahren umgewandelt wurde. Bereits 1961 waren in der BRD 99,7 % aller Betriebe staatlich anerkannt tuberkulosefrei. In der DDR waren 1967 77 %, 1971 99 % der Bestände tuberkulosefrei. Angesichts der weitgehenden Freiheit wurden in Deutschland 1997 die im 3-Jahres-Turnus durchgeführten Tuberkulin-Tests abgeschafft.